# جوش كلارك (لاعب كرة قاعدة)
جوش كلارك (بالإنجليزية: Josh Clarke)‏ هو لاعب كرة قاعدة أمريكي، ولد في 8 مارس 1879 في وينفيلد في الولايات المتحدة، وتوفي في 2 يوليو 1962 في فينتورا في الولايات المتحدة.

## وصلات خارجية
- جوش كلارك على موقعبيزبول رفرنس.كوم (الدوري الرئيسي) (الإنجليزية)
- جوش كلارك على موقعبيزبول رفرنس.كوم (الدوري الثانوي) (الإنجليزية)